# Inside Outside
«Inside Outside» es el primer sencillo del quinto álbum de Delirious? World Service, lanzado el 8 de marzo de 2004 para el mercado alemán. En su primera semana entró en la casilla #72 de la Media Control Charts donde se mantuvo por más de seis semanas consecutivas, vendiendo más de 12 000 copias y logrando alcanzar el puesto #1 en la estación de radio SWR3.

## Historia
En diciembre de 2003 Delirious? firmó con la discográfica BMG para lanzar sencillos en la corriente principal alemana. Martin Smith dijo a través de un comunicado de prensa: 

«Nos hemos asociado con BMG Records, quienes lanzaran Inside Outside como sencillo el próximo año, que a decir verdad es un buen comienzo y que esperamos que esta asociación se extienda al Reino Unido.»

## Lista de canciones
1. «Inside Outside» (Audiostar remix)
2. «Inside Outside» (British short version)
3. «Inside Outside» (Álbum versión)
4. «Grace Like a River»

## Posicionamiento
| Listas | Posición |
| ------ | -------- |
| SWR    | 1        |